# سیلیسید مس
سیلیسید مس (به انگلیسی: Copper silicide) با فرمول شیمیایی Cu۵Si یک ترکیب شیمیایی با شناسه پاب‌کم ۶۳۳۶۹۸۸ است. که جرم مولی آن 345.8155 g/mol می‌باشد. شکل ظاهری این ترکیب، پودر نقره‌ای است.